# Motor Lublin (piłka nożna) w sezonie 1953
Sezon 1953 był dla Motoru Lublin 2. sezonem na trzecim szczeblu ligowym. Występujący wówczas pod nazwą Stal FSC Lublin klub, w dwudziestu dwóch rozegranych spotkaniach zdobył cztery punkty i zajął ostatnie, dwunaste miejsce w tabeli.

## Przebieg sezonu
W wyniku reformy rozgrywek ligowych, przeprowadzonej przed rozpoczęciem sezonu, II ligę zmniejszono z 40 zespołów, grających w czterech grupach, do czternastu. W efekcie utworzono ligę międzywojewódzką, stanowiącą trzeci szczebel ligowy, w której skład weszły 93 zespoły podzielone na osiem grup. W grupie rzeszowskiej rywalizowało 12 zespołów, w tym drużyny z okręgu lubelskiego: Stal Lublin, OWKS Lublin, Ogniwo Lublin, Budowlani Lublin i KS Zamość. 
Pierwszy mecz Stali w tej klasie rozgrywek miał miejsce 15 marca 1953. Przeciwnikiem było Ogniwo Lublin. Spotkanie, które obejrzało 1500 widzów, rozegrane zostało na pokrytym częściowo śniegiem boisku i zakończyło się zwycięstwem Ogniwa 3:2. Stal wystąpiła w składzie: Maj (Mołda), Gromek, Kurlej, Kowalik, Krzewiński, Lewicki, Piróg, Filozof, Maciejewski, Szymczyk, Baran. Swoje mecze domowe Stal rozgrywała na stadionie OWKS-u. Zaległy mecz ostatniej kolejki pomiędzy Stalą a OWKS-em odbył się w czwartek, 17 września.

## Mecze ligowe w sezonie 1953
| Data             | Przeciwnik         | D/W | Miejsce             | Wynik M/P | Strzelcy                              | Źródło       |
| ---------------- | ------------------ | --- | ------------------- | --------- | ------------------------------------- | ------------ |
|                  |                    |     |                     |           |                                       |              |
| RUNDA WIOSENNA   |                    |     |                     |           |                                       |              |
|                  |                    |     |                     |           |                                       |              |
| 15 marca 1953    | Ogniwo Lublin      | W   | stadion Ogniwa      | 2:3       | Szymczyk 12', 58'                     | [ 5 ]        |
| 22 marca 1953    | Ogniwo Rzeszów     | D   | stadion Ogniwa      | 0:2       |                                       | [ 6 ]        |
| 29 marca 1953    | Kolejarz Przemyśl  | W   | Przemyśl            | 0:8       |                                       | [ 7 ]        |
| 11 kwietnia 1953 | Budowlani Lublin   | W   | stadion Budowlanych | 4:1       | Baran ?', ?', Piróg ?', Kalinowski ?' | [ 8 ]        |
| 18 kwietnia 1953 | OWKS Lublin        | W   | stadion OWKS-u      | 1:3       | Baran ?'                              | [ 9 ]        |
| 3 maja 1953      | KS Zamość          | D   | stadion OWKS-u      | 1:6       | Filozof ?'                            | [ 10 ]       |
| 10 maja 1953     | Włókniarz Krosno   | W   | Krosno              | 0:5       |                                       | [ 11 ]       |
| 17 maja 1953     | Spójnia Jarosław   | D   | stadion OWKS-u      | 2:0       | Kalinowski ?', Maciejewski ?'         | [ 12 ]       |
| 24 maja 1953     | GWKS Rzeszów       | W   | Rzeszów             | 0:2       |                                       | [ 13 ]       |
| 31 maja 1953     | Budowlani Przemyśl | D   | stadion OWKS-u      | 0:3       |                                       | [ 14 ]       |
| 7 czerwca 1953   | Stal Rzeszów       | W   | Rzeszów             | 0:7       |                                       | [ 15 ]       |
|                  |                    |     |                     |           |                                       |              |
| RUNDA JESIENNA   |                    |     |                     |           |                                       |              |
|                  |                    |     |                     |           |                                       |              |
| 5 lipca 1953     | Stal Rzeszów       | D   | stadion OWKS-u      | 0:6       |                                       | [ 16 ]       |
| 12 lipca 1953    | Budowlani Przemyśl | W   | Przemyśl            | 0:2       |                                       | [ 17 ]       |
| 19 lipca 1953    | GWKS Rzeszów       | D   | stadion OWKS-u      | 1:5       | Szymczyk ?'                           | [ 18 ]       |
| 26 lipca 1953    | Spójnia Jarosław   | W   | Jarosław            | 0:7       |                                       | [ 19 ]       |
| 2 sierpnia 1953  | Włókniarz Krosno   | D   | Lublin              | 0:1       |                                       | [ 20 ]       |
| 9 sierpnia 1953  | KS Zamość          | W   | Zamość              | 0:3       |                                       | [ 21 ]       |
| 16 sierpnia 1953 | Ogniwo Rzeszów     | W   | Rzeszów             | 0:2       |                                       | [ 22 ]       |
| 23 sierpnia 1953 | Ogniwo Lublin      | D   | stadion OWKS-u      | 0:4       |                                       | [ 23 ]       |
| 30 sierpnia 1953 | Kolejarz Przemyśl  | D   | stadion OWKS-u      | 0:2       |                                       | [ 24 ]       |
| 6 września 1953  | Budowlani Lublin   | D   | stadion OWKS-u      | 0:1       |                                       | [ 25 ]       |
| 17 września 1953 | OWKS Lublin        | D   | stadion OWKS-u      | 1:4       | Mołda II ?'                           | [ 4 ] [ 26 ] |

### Tabela III ligi
| Poz | Klub               | M  | Pkt | Bz | Bs |
| --- | ------------------ | -- | --- | -- | -- |
| 1.  | GWKS Rzeszów       | 22 | 36  | 61 | 13 |
| 2.  | Stal Rzeszów       | 22 | 35  | 67 | 19 |
| 3.  | Włókniarz Krosno   | 22 | 33  | 52 | 20 |
| 4.  | Budowlani Przemyśl | 22 | 30  | 48 | 25 |
| 5.  | OWKS Lublin        | 22 | 26  | 49 | 24 |
| 6.  | Ogniwo Rzeszów     | 22 | 21  | 28 | 50 |
| 7.  | Kolejarz Przemyśl  | 22 | 20  | 35 | 27 |
| 8.  | Ogniwo Lublin      | 22 | 19  | 35 | 52 |
| 9.  | KS Zamość          | 22 | 17  | 40 | 42 |
| 10. | Spójnia Jarosław   | 22 | 13  | 27 | 61 |
| 11. | Budowlani Lublin   | 22 | 10  | 20 | 63 |
| 12. | Stal Lublin        | 22 | 4   | 12 | 77 |

Poz – pozycja, M – rozegrane mecze, Pkt – punkty, Bz – bramki zdobyte, Bs – bramki stracone